# Ведьмак (3-й сезон)
Работа над третьим сезоном фэнтезийного драматического сериала «Ведьмак», основанного на цикле произведений Анджея Сапковского о ведьмаке Геральте, началась в 2020 году. Он был официально анонсирован в сентябре 2021 года, съёмки начались в марте 2022 года. Премьера первых пяти серий состоялась 29 июня 2023 года, оставшихся трёх — 27 июля 2023 года. Третий сезон стал последним, в котором главную роль играет Генри Кавилл. Он получил отрицательные отзывы критиков (главным образом из-за сценария).

## Сюжет
Действие сериала происходит в вымышленном мире, похожем на Европу позднего Средневековья. Главные герои — ведьмак (бродячий охотник на чудовищ) Геральт из Ривии, его возлюбленная, чародейка Йеннифэр из Венгерберга, и его приёмная дочь — принцесса Цинтры Цири. Жизнь этих героев тесно связана с политическими интригами и с войнами между коалицией северных королевств (именно на их территории разворачивается основное действие) и южной империей Нильфгаард.
Литературной основой сценария отчасти стал роман Анджея Сапковского «Час презрения». Шоураннер проекта пообещал в одном из интервью, что в третьем сезоне будут показаны «очень масштабные события». В числе героев появились Мильва и лже-Цири. Центральными персонажами стали Йеннифэн и Цири: последняя учится магии на Аретузе, за ней охотится Риенс, а Йеннифэр и Лютик ей помогают. При этом Геральт оказывается на втором плане.

## В ролях
Основной состав
- Генри Кавилл — Геральт из Ривии
- Аня Чалотра — Йеннифэр из Венгерберга
- Фрейя Аллан — княжна Цирилла
- Джои Бэти — Лютик
- Эймон Фаррен — Кагыр
- Мианна Бёринг — Тиссая де Врие
- Ройс Пирресон — Истредд
- Мими Дивени — Фрингилья Виго
- Уилсон Мбомио — Дара
- Анна Шаффер — Трисс Меригольд
- Махеш Джаду — Вильгефорц
- Том Кэнтон — Филавандрель
- Месия Симсон — Францеска Финдабаир
- Грэм Мактавиш — Сигизмунд Дийкстра
- Кэсси Клер — Филиппа Эйльхарт
- Хью Скиннер — принц Радовид
- Барт Эдвардс — император Эмгыр вар Эмрейс

Второстепенный состав
- Ларс Миккельсен — Стрегобор
- Терика Уилсон-Рид — Сабрина Глевиссиг
- Теренс Мэйнард — Арториус Виго
- Аиша Фабьен Росс — Лидия ван Бредевоорт
- Сэм Вульф — Риенс
- Эд Берч — король Визимир
- Робби Амелл — Галлатин
- Рошель Роуз — Маргарита Ло-Антиль
- Кэл Уотсон — Ева
- Сафийя Ингар — Кейра Мец
- Франсес Пули — Терин

Приглашённые актёры
- Кейн Зэджэз — Гейдж
- Джереми Кроуфорд — Ярпен Зигрин
- Сандра Асталош — Аника
- Лиз Карр — Фенн
- Саймон Кэллоу — Кодрингер
- Сэм Хэзелдайн — Эредин Бреакк Глас
- Бо Холланд — Веспула
- Трейси-Энн Оберман — королева Хедвиг
- Демпси Бовелл — Отто
- Нейтан Армарквей Лариа — Вальдо Маркс

## Список серий
| Часть 1 |   | |                 |                                        |              |
| 17      | 1 | «Шаэрраведд» «Shaerrawedd»                                                                           | Стивен Сурджик  | Михаэль Островский                     | 29 июня 2023 |
| 18      | 2 | «На все четыре стороны» «Unbound»                                                                    | Стивен Сурджик  | Таня Лотиа                             | 29 июня 2023 |
| 19      | 3 | «Воссоединение» «Reunion»                                                                            | Ганджа Монтейру | Хэйли Холл                             | 29 июня 2023 |
| 20      | 4 | «Приглашение» «The Invitation»                                                                       | Ганджа Монтейру | Рэй Бенджамин                          | 29 июня 2023 |
| 21      | 5 | «Пелена иллюзий» «The Art of illusion»                                                               | Лони Перистере  | Клэр Хиггинс                           | 29 июня 2023 |
| Часть 2 |   | |                 |                                        |              |
| 22      | 6 | «У всякого есть план, пока в глаз не дадут» «Everybody Has a Plan 'til They Get Punched in the Face» | Лони Перистере  | Хавьер Грильо-Марксуа                  | 27 июля 2023 |
| 23      | 7 | «Из огня да в полымя» «Out of the Fire, Into the Frying Pan»                                         | Бола Огун       | Мэттью Д'Амброзио                      | 27 июля 2023 |
| 24      | 8 | «Цена хаоса» «The Cost of Chaos»                                                                     | Бола Огун       | Михаэль Островский и Трой Дейнджерфилд | 27 июля 2023 |

## Создание и оценки
Третий сезон сериала ещё осенью 2020 года был добавлен в базу данных Гильдии сценаристов США, что говорило о начале ранних этапов производства. Официально его анонсировали в сентябре 2021 года до премьеры второго сезона. Съёмки начались в марте 2022 года. В апреле стало известно, что к касту присоединились Робби Амелл (Галлатин), Чжан Мэнъэр (Мильва), Хью Скиннер (Радовид), Кристель Элвин (Мистле), в мае Рашель Роуз получила роль Маргариты Ло-Антиль, а Сафия Ингар — роль Кейры Мец. 
В ходе работы над третьим сезоном стало известно, что четвёртый и пятый сезоны тоже находятся в разработке. При этом третий сезон оказался последним с участием Генри Кавилла: начиная с четвёртого сезона Геральта играет Лиам Хемсворт.
Третий сезон состоит из двух частей, первая вышла на Netflix 29 июня 2023 года, вторая — 27 июля 2023 года. 25 апреля 2023 года вышел дебютный трейлер.
Критики оценили третий сезон невысоко. Обозреватель «Кинопоиска» Марат Шабаев констатировал, что даже этот сезон не сделал «Ведьмака» качественным проектом, приносящим зрителю удовольствие, а вместо этого «превратился во второсортного клона „Игры престолов“». Для Ольги Белик этот сезон «не очень удачный», «перегруженный и стилистически неровный». Рецензент «Мира фантастики» Мара Руднева отметила, что создатели сериала, судя по третьему сезону, «напрочь забыли про книги» Сапковского. Она пишет, что «съёмки по качеству будто сильно просели», многие диалоги совершенно проходные, «мир совсем не ощущается», по-прежнему много неоправданных хронологических и географических скачков.
Обозреватель «Лента.ру» Илья Кролевский охарактеризовал третий сезон как окончательный провал: по его словам, «в новых сериях действие должно было уже набрать полный ход, однако „Ведьмак“ так и остаётся кораблем, не расправившим паруса — и уже начинающим медленно погружаться на дно». Рецензент счёл сюжет абсолютно искусственным и не вызывающим доверия, персонажей — неправдоподобными и несимпатичными. Уход из проекта Генри Кавилла, по мнению Кролевского, лишит «Ведьмака» главного преимущества, хоть немного возвышавшего его над массой второсортных фэнтезийных драм".